# Beddenpan

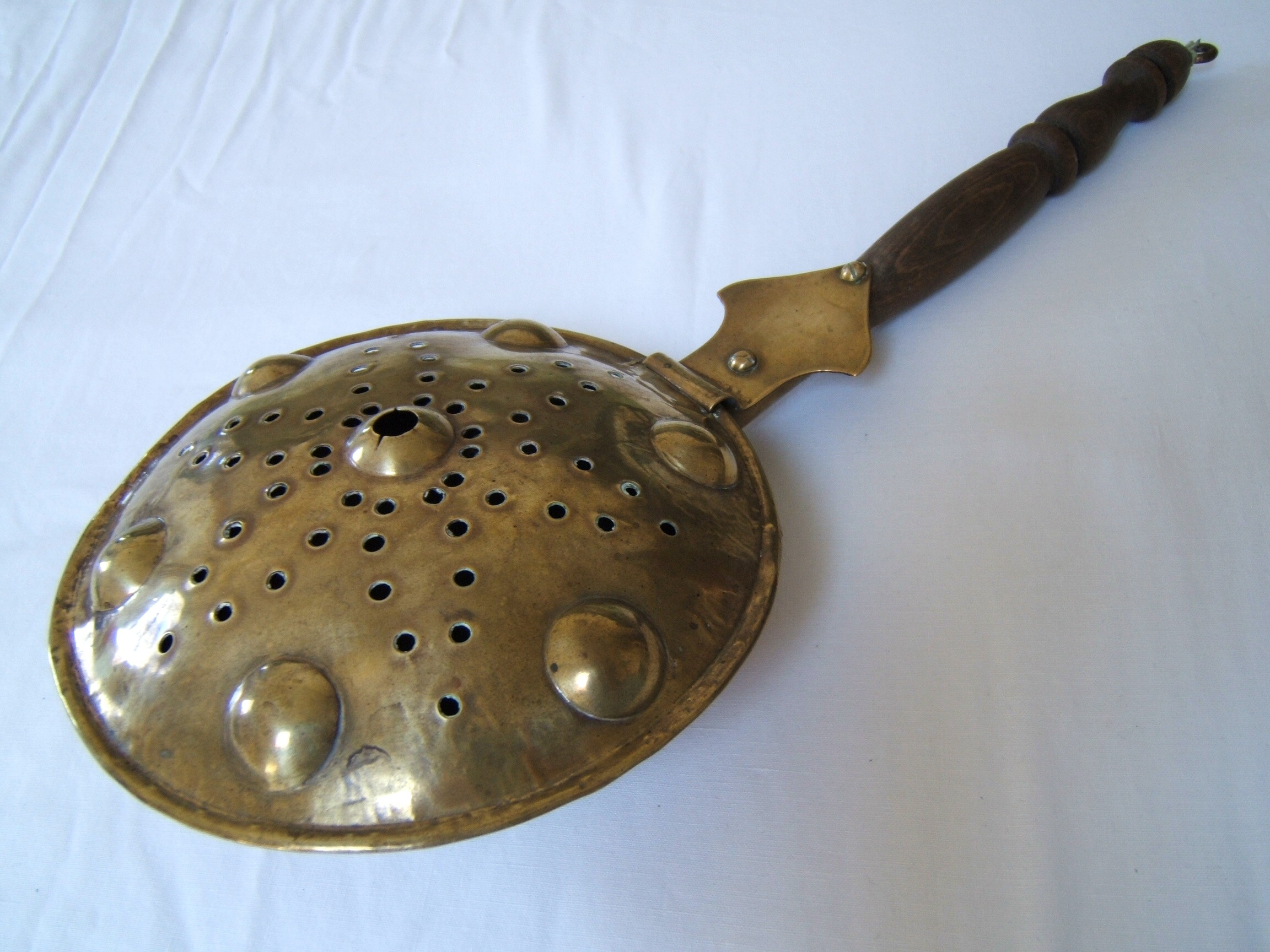
Bovenzijde, klep van geelkoper

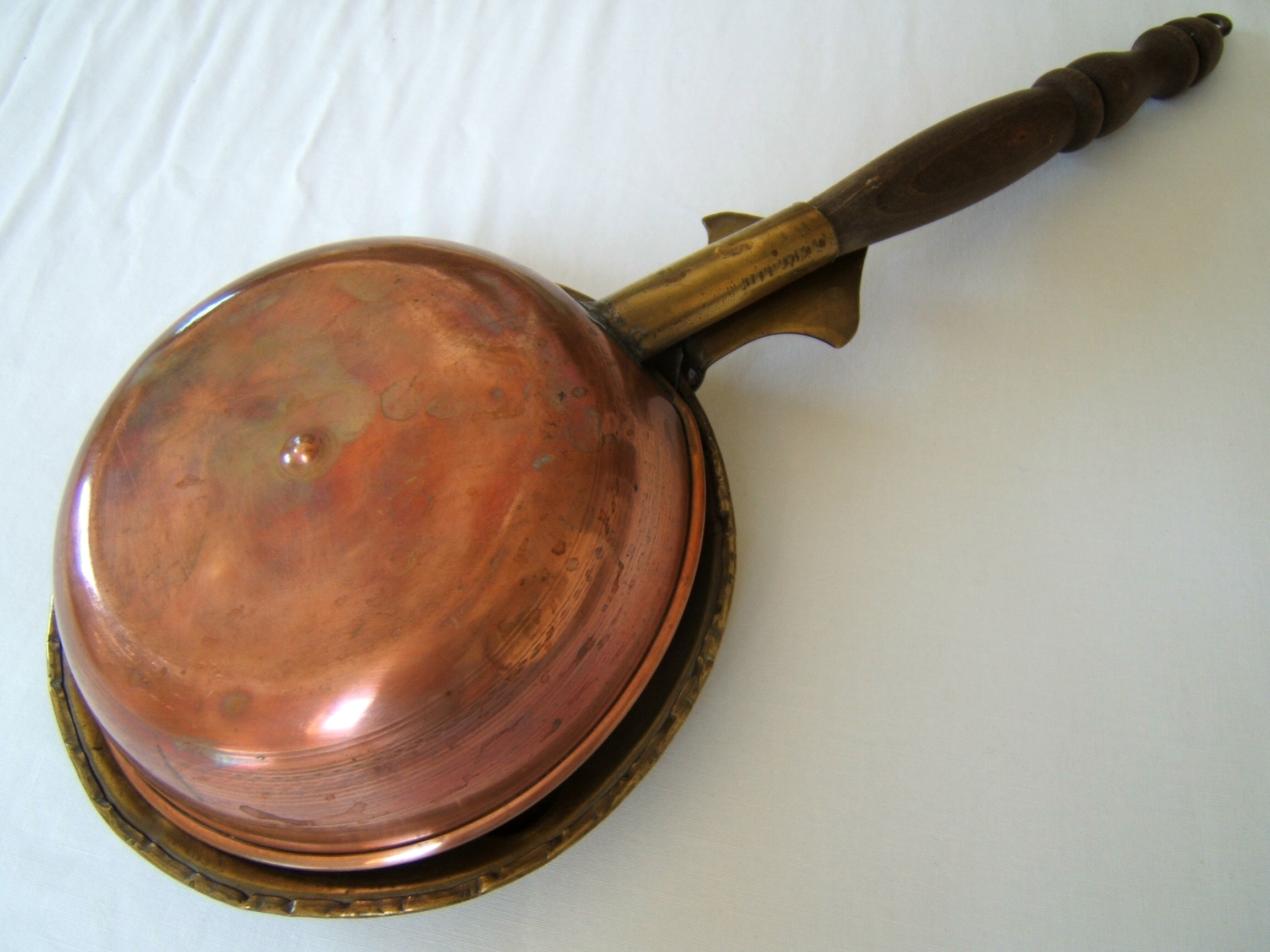
Onderzijde van roodkoper

Een beddenpan is een antiek gebruiksvoorwerp. In vroeger tijden werd deze gebruikt om in de winter een bed voor te verwarmen. 
Het geheel bestaat uit een platronde ijzeren of koperen bak met een scharnierend deksel met enkele ventilatiegaatjes. Aan deze pan is een lange metalen of houten steel bevestigd.  De pan kon worden gevuld met hete stenen, kokendheet water of gloeiende kooltjes, dit laatste was echter niet zonder gevaar om zomaar tussen de lakens te schuiven. De beddenpan lijkt op een koekenpan, maar dan met een extra lange steel en het al eerder genoemde deksel. Van de beddenpan is zeker dat hij in de vijftiende eeuw al in gebruik was.
De term beddenpan wordt ook wel gebruikt voor de bij bedlegerigen gebruikte ondersteek, het equivalent van het Engelse 'bedpan' die wordt gebruikt om ontlasting in op te vangen.